# 施恭旗
施恭旗（Chan Kiong Ki See，出生于1941年），在菲律宾又称Carlos Chan，是一名菲律宾商人，经营着晨光集团，该集团是上好佳零食品牌的所有者。在2024年的福布斯排行榜上，施恭旗是菲律宾第35大富豪。

## 背景
施恭旗是中国移民福建人施阁头和李梅芬的长子。施氏夫妇于1940年代（一说1914年）移居菲律宾，于1946年创办了一家玉米淀粉家族企业，以他加禄语的“晨光”（Liwayway）为名，即后来的晨光集团。
20 世纪 70 年代，施恭旗与弟弟施天赐联手推出上好佳（Oishi）零食品牌，实现上好佳业务多元化。 20 世纪 80 年代，施恭旗将业务拓展到中国，1993年上好佳零食在中国正式上市，风靡至今。
在2010年上海世博会菲律宾馆，陈先生被菲律宾总统阿罗约授予西卡图纳勋章。 
他在阿罗约、阿基诺三世、杜特尔特等总统任期内担任菲律宾驻中华人民共和国特使。

## 家族
施恭旗的弟弟施天赐是上好佳的联合创始人，亦有一位叫Ben Chan的弟弟，在菲律宾经营Bench服装品牌，生意亦兴隆。妻子名叫施洪婉如。
施恭旗的三子施学理，1973年出生于菲律宾，如今是上好佳（中国）有限公司董事长。父子二人皆会说中文，亦都是上海市荣誉市民。